# イモトのWiFi presents 高城亜樹のフライデートリップ
『イモトのWiFi presents 高城亜樹のフライデートリップ』（イモトのワイファイ プレゼンツ たかじょうあきのフライデートリップ）は、エフエム東京で2014年4月4日から2016年3月25日まで放送されたトーク番組。

## 概要
AKB48（当時）の高城亜樹による初めての冠レギュラーラジオ番組で、エクスコムグローバルの一社提供。

## ゲスト
- 杉山愛（メッセージのみ、2014年4月4日）
- 柏木由紀（AKB48）（2014年5月2日 （公開プチ収録[1]）、9月19日（メッセージのみ））
- 倉持明日香（2014年5月2日 （公開プチ収録[1]）、9月19日（メッセージのみ）、12月19日、2015年6月12日）
- ふかわりょう（2014年6月27日）
- 中村明花（2014年7月4日）
- 大家志津香（AKB48）（2014年9月26日、10月3日（メッセージのみ））
- 西村誠司（エクスコムグローバル社長、12月19日）
- 大島涼花（AKB48）（2015年2月13日）
- マルシア（2015年4月10日）

## 放送時間
毎週金曜日 21:00 - 21:25

## コーナー

### 現在のコーナー
PICK UP TRIP!
毎週ひとつの、都市や地域をPICK UPし、高城がその場所にまつわる話をしていく、このラジオのメインコーナー。リスナーから海外旅行へ行ったときの思い出、エピソード、オススメ観光スポットや、グルメ情報などを募集している。
| 2014年4月 - | 2014年4月 -   | 2014年4月 -      |
| 回          | 日付          | 国名・都市名     |
| ----------- | ------------- | ---------------- |
| 1           | 2014年 4月4日 | ジャカルタ       |
| 2           | 4月11日       | バリ島           |
| 3           | 4月18日       | オーストラリア   |
| 4           | 4月25日       | サイパン         |
| 5           | 5月2日        | グアム           |
| 6           | 5月9日        | パリ             |
| 7           | 5月16日       | イスタンブール   |
| 8           | 5月23日       | シンガポール     |
| 9           | 5月30日       | ロサンゼルス     |
| 10          | 6月6日        | 香港             |
| 11          | 6月13日       | リオデジャネイロ |
| 12          | 6月20日       | ケープタウン     |
| 13          | 6月27日       | アイスランド     |
| 14          | 7月4日        | ベルリン         |
| 15          | 7月11日       | マレーシア       |
| 16          | 7月18日       | ハワイ           |
| 17          | 7月25日       | ロンドン         |
| 18          | 8月1日        | ソウル           |
| 19          | 8月8日        | ニュージーランド |
| 20          | 8月15日       | ニューヨーク     |
| 21          | 8月22日       | バンコク         |
| 22          | 8月29日       | バルセロナ       |
| 23          | 9月5日        | バンクーバー     |
| 24          | 9月12日       | マカオ           |
| 25          | 9月19日       | ジュネーブ       |
| 26          | 9月26日       | モスクワ         |
| 27          | 10月3日       | カンヌ           |
| 28          | 10月10日      | ベトナム         |
| 29          | 10月17日      | ウィーン         |
| 30          | 10月24日      | ベネチア         |
| 31          | 10月31日      | ドバイ           |
| 32          | 11月7日       | インド           |
| 33          | 11月14日      | アムステルダム   |
| 34          | 11月21日      | シェムレアップ   |
| 35          | 11月28日      | プラハ           |
| 36          | 12月5日       | ヘルシンキ       |
| 37          | 12月12日      | 上海             |
| 38          | 12月19日      | サンディエゴ     |
| 39          | 12月26日      | タヒチ           |
| 40          | 2015年 1月2日 | ジャマイカ       |
| 41          | 1月9日        | ワシントンD.C.   |
| 42          | 1月16日       | ポルトガル       |
| 43          | 1月23日       | ペルー           |
| 44          | 1月30日       | スウェーデン     |
| 45          | 2月6日        | 台湾             |
| 46          | 2月13日       | 北京             |
| 47          | 2月20日       | パラオ           |
| 48          | 2月27日       | ベルギー         |
| 49          | 3月6日        | ブータン         |
| 50          | 3月13日       | モナコ           |
| 51          | 3月20日       | パラグアイ       |
| 52          | 3月27日       | ハンガリー       |
| 53          | 4月3日        | モンゴル         |
| 54          | 4月10日       | サンパウロ       |
| 55          | 4月17日       | ノルウェー       |
| 56          | 4月24日       | セブ             |
| 57          | 5月1日        | フィレンツェ     |
| 58          | 5月8日        | アルゼンチン     |
| 59          | 5月15日       | ブルガリア       |
| 60          | 5月22日       | アイルランド     |
| 61          | 5月29日       | ウルグアイ       |
| 62          | 6月5日        | シカゴ           |
| 63          | 6月12日       | 香港             |
| 64          | 6月19日       | ニューカレドニア |
| 65          | 6月26日       | フランクフルト   |
| 66          | 7月3日        | アユタヤ         |
| 67          | 7月10日       | メキシコ         |
| 68          | 7月17日       | ルーマニア       |
| 69          | 7月24日       | グアム           |